# (163950) 2003 UN22
(163950) 2003 UN22 (2003 UN22, 2005 ES286) — астероїд головного поясу, відкритий 23 жовтня 2003 року.
Тіссеранів параметр щодо Юпітера — 3,328.